# Knut Kiesewetter

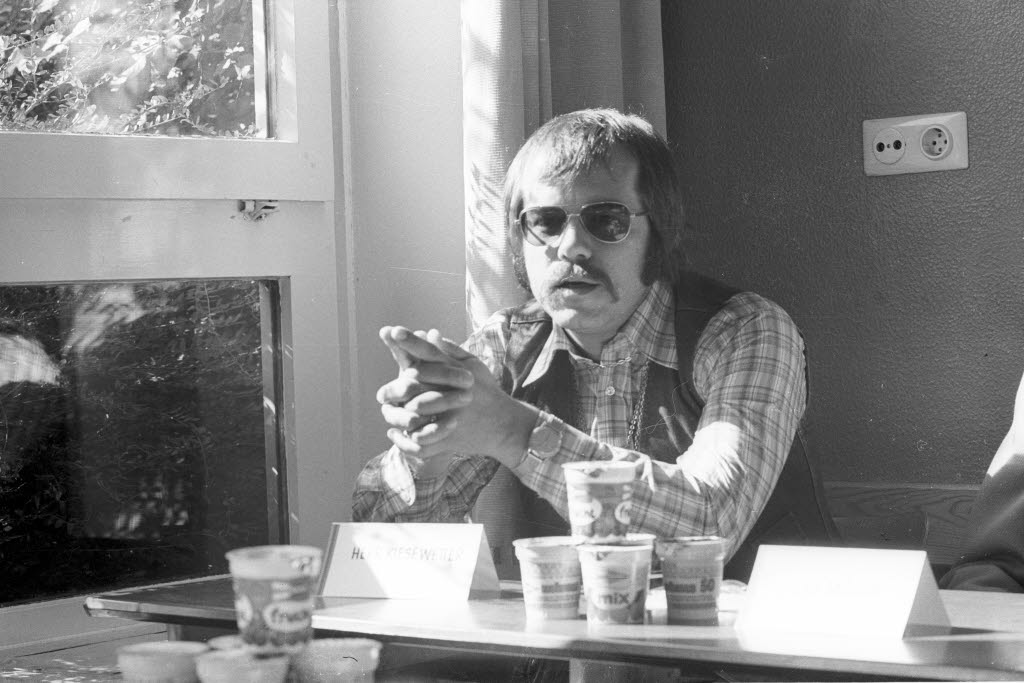
Knut Kiesewetter (1976)

Knut Kiesewetter (* 13. September 1941 in Stettin; † 28. Dezember 2016 in Garding) war ein deutscher Jazzsänger, Liedermacher, Posaunist, Gitarrist und Produzent.

## Leben

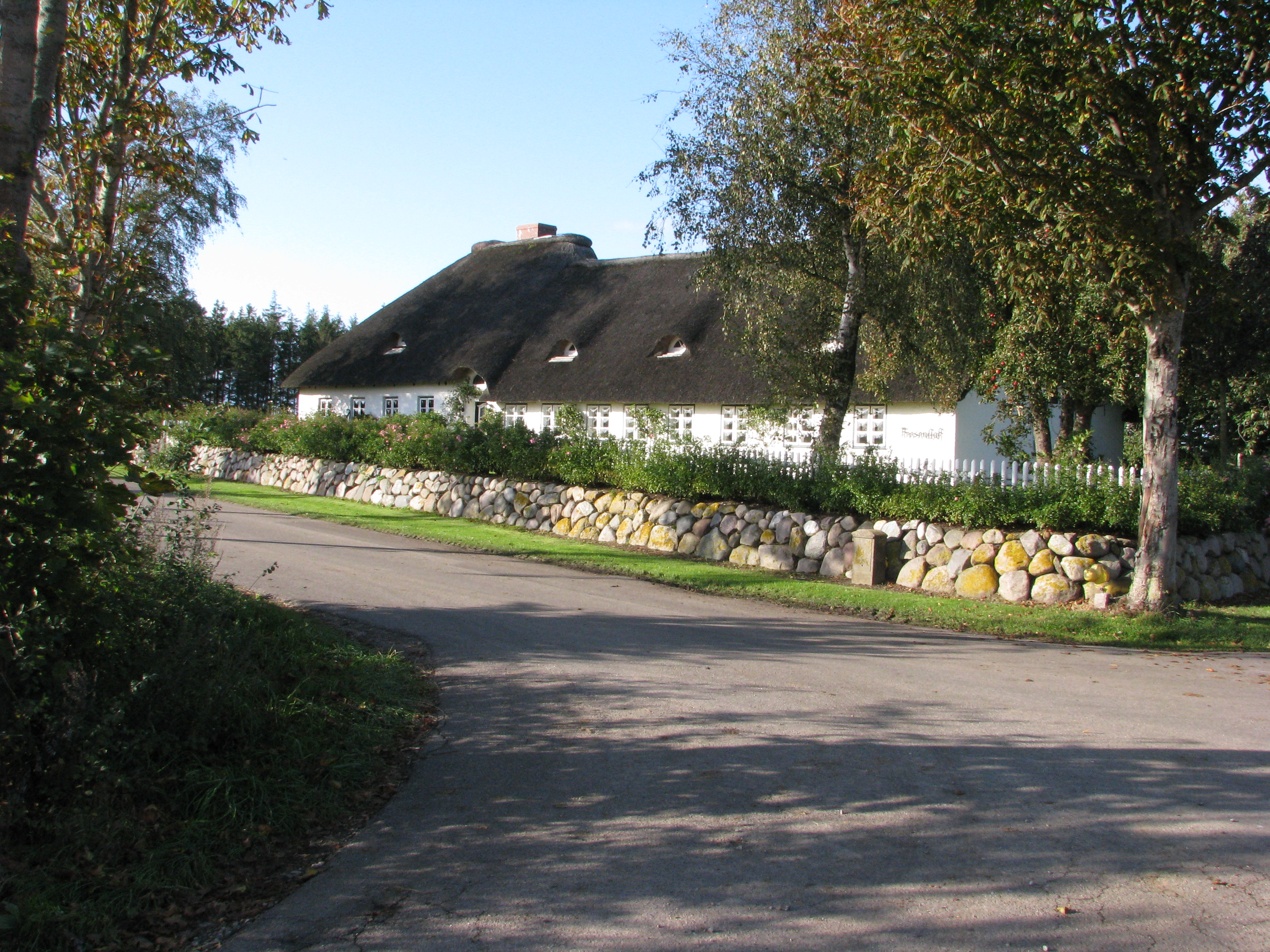
Der Fresenhof in Bohmstedtfeld, wo Kiesewetter ab 1971 lebte

Im Alter von drei Jahren zog Kiesewetter nach Garding auf der nordfriesischen Halbinsel Eiderstedt. Als 14-Jähriger begann er, durch Jack Teagarden angeregt, Posaune zu spielen und Jazz zu singen. Während seines Musikstudiums nahm er als 19-Jähriger seine ersten Singles auf. Davon konnten sich zwei Singles mit der Gruppe Die Tramps, Am Missouri (Oktober 1961, D #24) und Nur eine kleine Träne von dir (Juli 1962, D #38), in den bundesdeutschen Charts platzieren. Kiesewetter hatte zuerst verschiedene Künstlernamen, bis er erfolgreich genug war, um unter seinem eigenen Namen auftreten zu können. In den 1960er und 1970er Jahren war er elf Mal Sieger des Deutschen Jazzpolls in der Sparte Sänger. Ebenso gewann er in dieser Zeit drei Mal den europaweiten Jazz Poll der französischen Jazz-Zeitschrift Blue Note. In seiner Musik mischte er Stile wie Blues, Jazz, Rock, Soul, Gospel, Chanson und Folk. Auch sang er die Arie Willst du dein Herz mir schenken aus dem Notenbüchlein für Anna Magdalena Bach auf Schallplatte. Sein Spektrum im Jazz reichte von Oldtime Jazz bis zum Bebop. So spielte er auch mit Chet Baker, Dizzy Gillespie und Joe Zawinul zusammen. Er trat häufig mit seinen Geschwistern Sigrun und Hartmut Kiesewetter auf.
Ende der 1960er Jahre begann Kiesewetter, selbst Schallplatten zu produzieren. Er entdeckte unter anderem Volker Lechtenbrink und Fiede Kay und wurde deren Produzent, wie auch von Hannes Wader, dessen erste drei Alben er produzierte. 1971 zog er auf den Fresenhof in Bohmstedtfeld nahe Husum. In der Folge wurde Kiesewetter mit seinen hochdeutsch, niederdeutsch und zum Teil auch nordfriesisch gesungenen, oft politisch inspirierten Liedern bekannt. Insgesamt veröffentlichte er rund 50 Alben, von denen Leeder vun mien Fresenhof eine Goldene Schallplatte erhielt. Die LP enthält u. a. das Lied Fresenhof. Später verkaufte er den Fresenhof an den Fernsehmoderator Peter Lustig und zog nach Garding.
Politisch engagierte sich Kiesewetter in den späten 1970er Jahren in der ersten Umweltschutz-Wählergemeinschaft Deutschlands, der Grünen Liste Nordfriesland. An der Hamburger Hochschule für Musik und darstellende Kunst lehrte Knut Kiesewetter in den 1980er Jahren Liederkomposition und Liedertexten.
2012 erhielt Kiesewetter für seine Verdienste um die niederdeutsche und friesische Sprache den Verdienstorden des Landes Schleswig-Holstein.
Seine an Alkoholkrankheit leidende Ehefrau Regine beging 2015 Suizid.  Mit ihr hatte er den Sohn Klas, der ebenfalls als Musiker tätig ist. Knut Kiesewetter starb Ende Dezember 2016 im Alter von 75 Jahren im nordfriesischen Garding.

## Diskografie (Auswahl)

### Alben
- 1964: Songs und Balladen (mit Hartmut und Sigrun Kiesewetter)
- 1964: Halleluja – Deutsche Spirituals (Polydor)
- 1967: That’s Me (Star-Club Records)
- 1968: The Gospel Train
- 1968: Happy Dixie
- 1969: Knut’s kaputte Witzkiste (FASS)
- 1970: Knut’s kaputte Witzkiste 2 – Treffen sich zwei… (FASS)
- 1970: Stop! Watch! And Listen! (MPS)
- 1972: Das darf doch nicht wahr sein (Somerset)
- 1972: Fahr mit mir den Fluß hinunter (BASF)
- 1972: Die besten Ostfriesenwitze vertellt vun Knut Kiesewetter
- 1973: Ihr solltet mich nicht vergessen (BASF)
- 1974: Keiner hat mich richtig lieb (Polydor)
- 1976: Leeder vun mien Fresenhof (Polydor)
- 1976: Vom Traum, ein großer Mann zu sein (Polydor)
- 1976: STARGALA Knut Kiesewetter (Doppelalbum, Polydor)
- 1978: Wo büst du ween (Polydor)
- 1978: Springe nicht in mein Boot (Polydor)
- 1980: Jazz Again (Polydor)
- 1982: So sing ich nur für dich
- 1983: Lass sie niemals siegen (RCA)
- 1985: I’m Still Singing (RCA)
- 1987: Wiehnachtstied op uns Fresenhof
- 1989: Wenn man nicht in ist (BMG Ariola)
- 1991: Morgenlicht (Dino, Knut Kiesewetter und Familie)
- 2005: Wiehnachtstied (4 CD)
- 2007: 50 Years on Stage (4 CD)

### Mitwirkung auf weiteren Alben
- 1985: Frieder Gadesmann: Lieder und Songs 7/8. Zum Hören und Mitsingen. Arrangiert von Hans Thomas-Mindnich, gesungen von Nana Gualdi, Andrea Horn, Wyn Hoop, Knut Kiesewetter und Studierenden der PH Ludwigsburg.

## Literarische Werke
- Fresenhof – Ein Stück von mir. Autobiografie in Anekdoten. Husum Verlag, Husum 2016, ISBN 978-3-89876-840-5.

## Ehrungen und Auszeichnungen
- 1973: Goldene Europa
- 2000: Ritter der Ronneburg[6]
- 2012: Verdienstorden des Landes Schleswig-Holstein[3]

## Sonstiges
Seine deutsche Übersetzung des Beatles-Liedes Yesterday findet als Intro zur zweiten Folge der ersten Staffel der US-amerikanischen Serie The Politician Verwendung. Mehrere Stücke des Albums Leeder, Lüüd und Freesenland, an dem neben Kiesewetter seine Schwester Sigrun, Fiede Kay und die Gruppe Moin mitwirkten, dienen der musikalischen Untermalung des Hörspiels Professor van Dusen trifft Kaiser Wilhelm aus der Reihe Professor Dr. Dr. Dr. Augustus van Dusen von Michael Koser.
Kiesewetter war in den 1960er Jahren Mitglied der Boxsportabteilung der SV Polizei Hamburg.